# گندم‌بر
گندم‌بر (به گویش کاشمری: گَندِبَر) یا رحیم‌آباد نام روستایی عشایری از توابع بخش مرکزی شهرستان کاشمر در استان خراسان رضوی است. این روستا در دهستان بالا ولایت قرار دارد و برپایه سرشماری سال ۱۳۹۵ جمعیت آن ۲۲۷ نفر (۵۸ خانوار) است. کویر گندم‌بر از نام این روستا نامگذاری شده است.
این روستا در حدود سال های 1330 هجری شمسی توسط حاج سید حسین رحیمی تربقان و حاج سید محمد حسینی یزدی در قالب بناهای خشتی، انبار و زمین های زراعی بر پایه آبیاری با قناتی با بیش از 100 حلقه چاه که از محولات سرچشمه می گرفته، ایجاد شده است.
این روستا در گذشته شامل باغ های انار ، پنبه و گندم بوده است و در سال 1370 هجری شمسی با تلاش های حاج سید علی رحیمی تربقان با نام رحیم آباد به ثبت رسید.

## جاذبه‌های گردشگری
- دره آبگرم
- کویر گندم‌بر

## نگارخانه

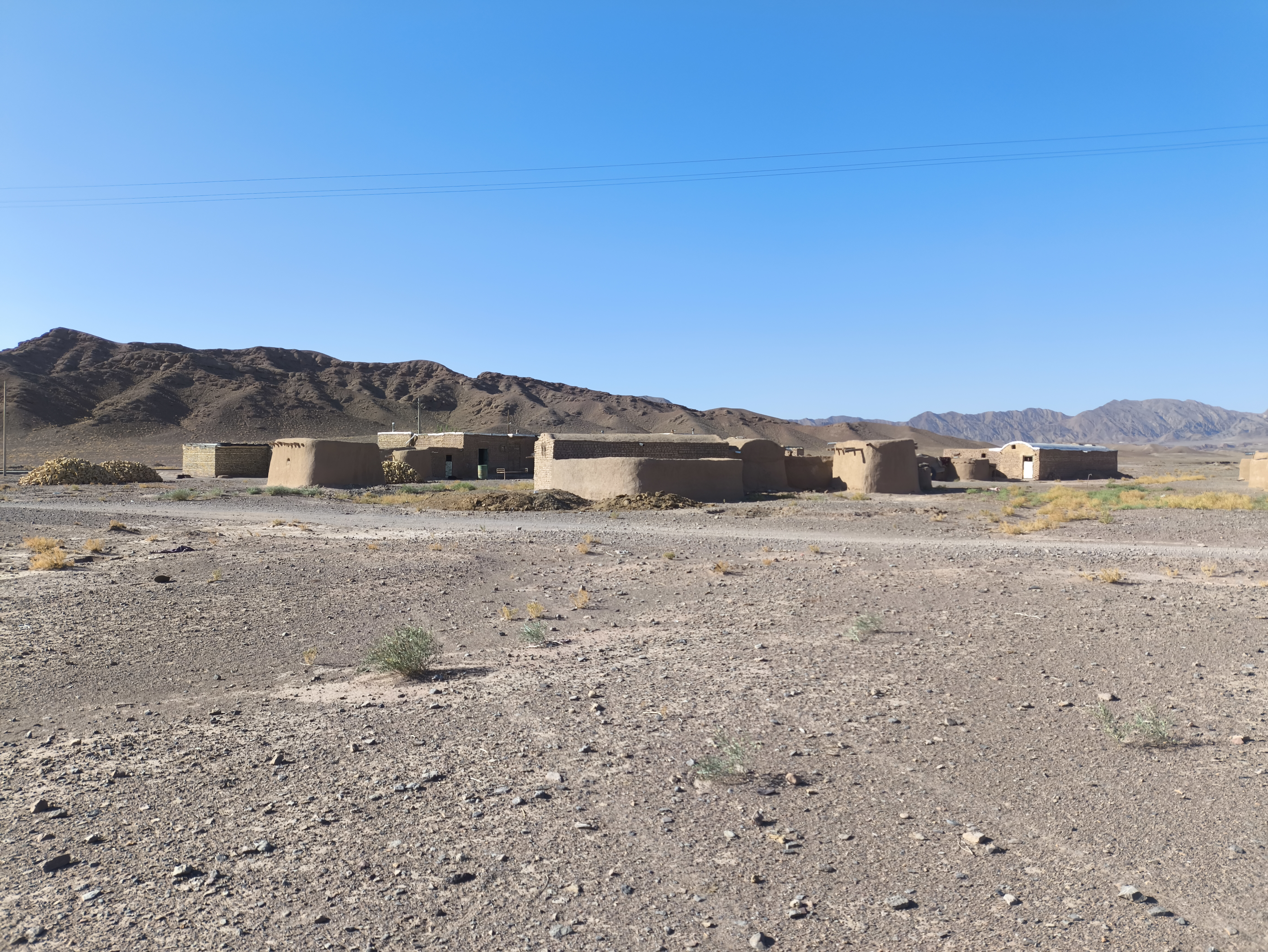
بافت روستا
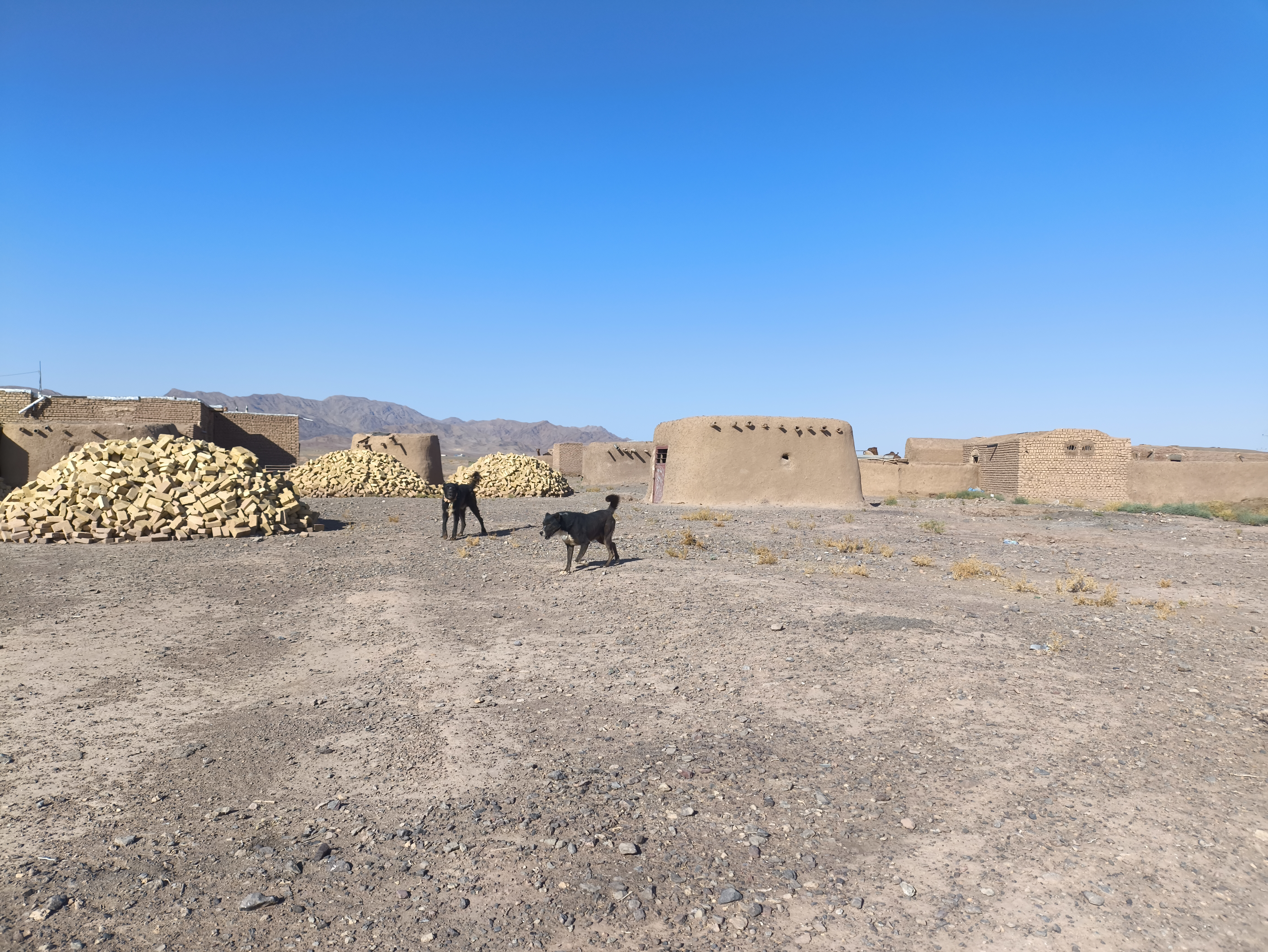
بافت روستا
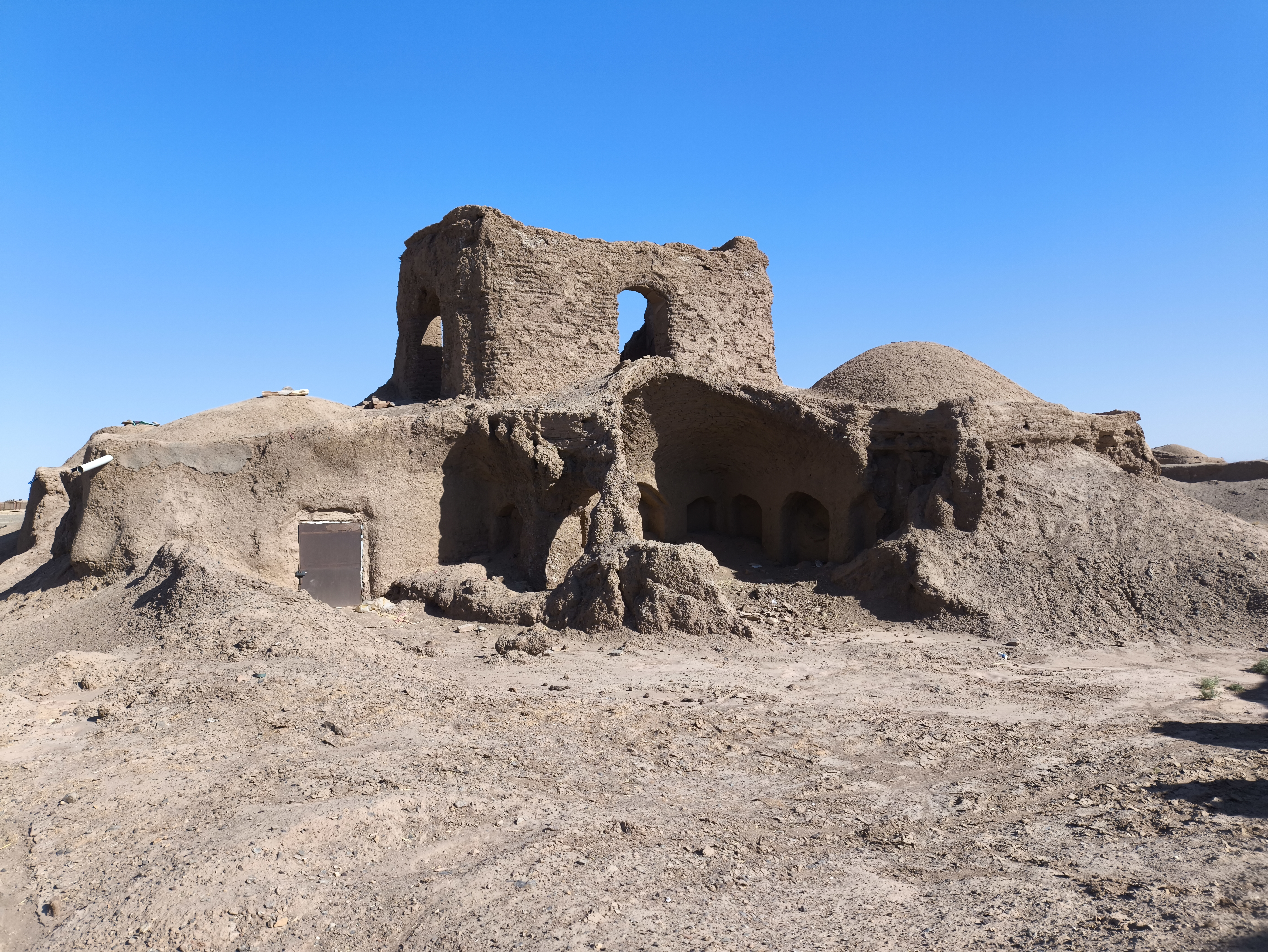
بافت روستا
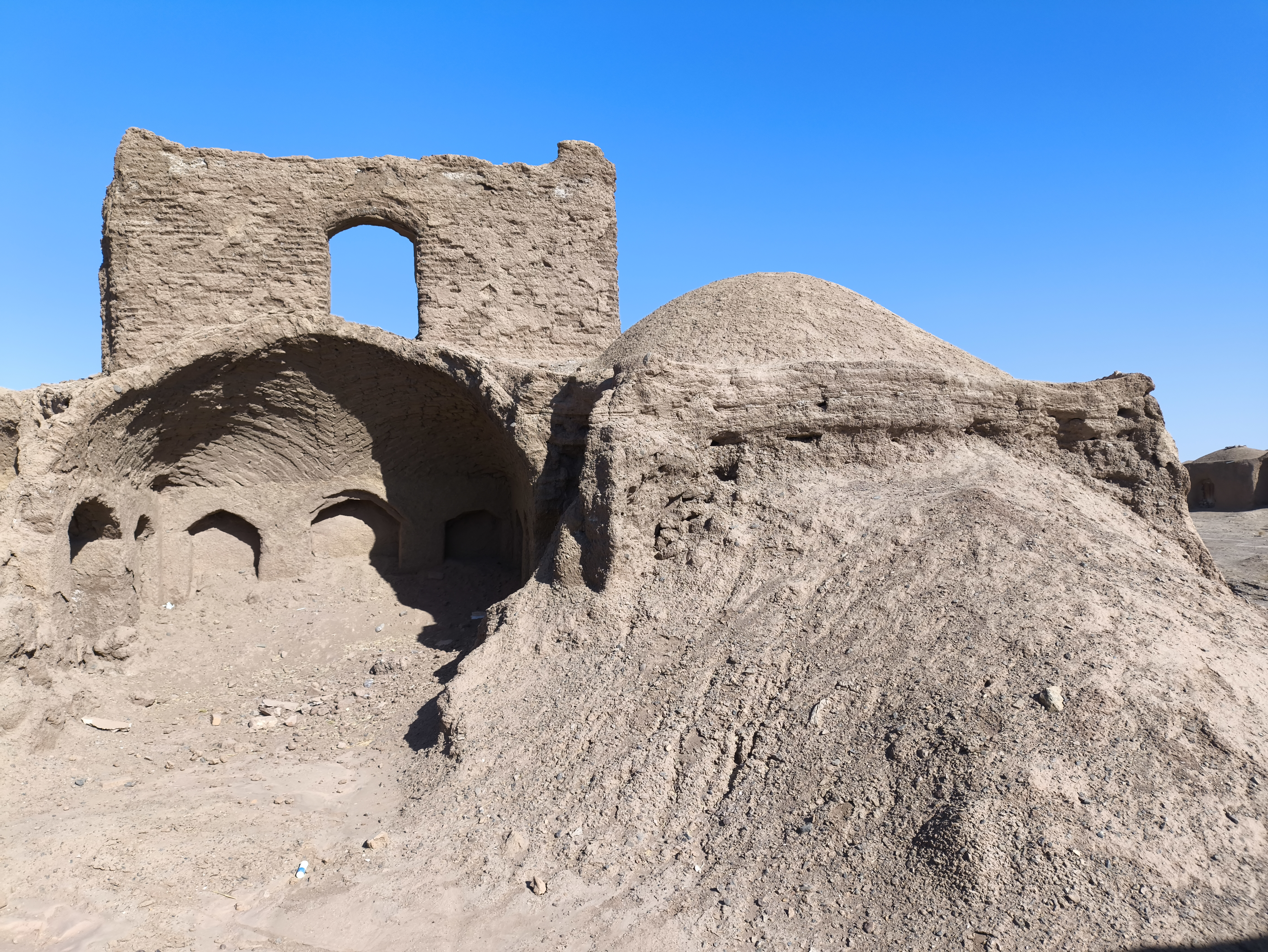
بافت روستا
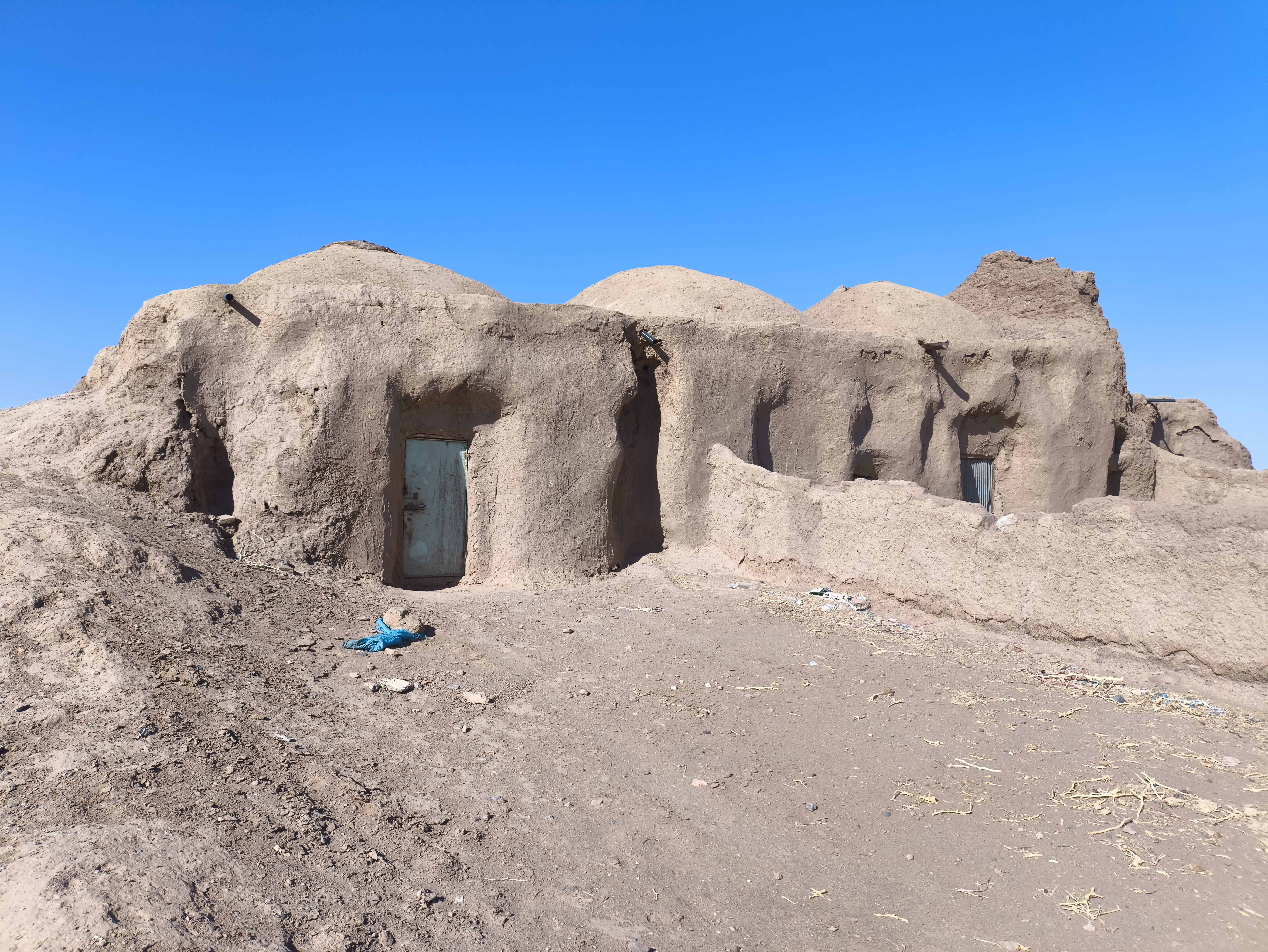
بافت روستا
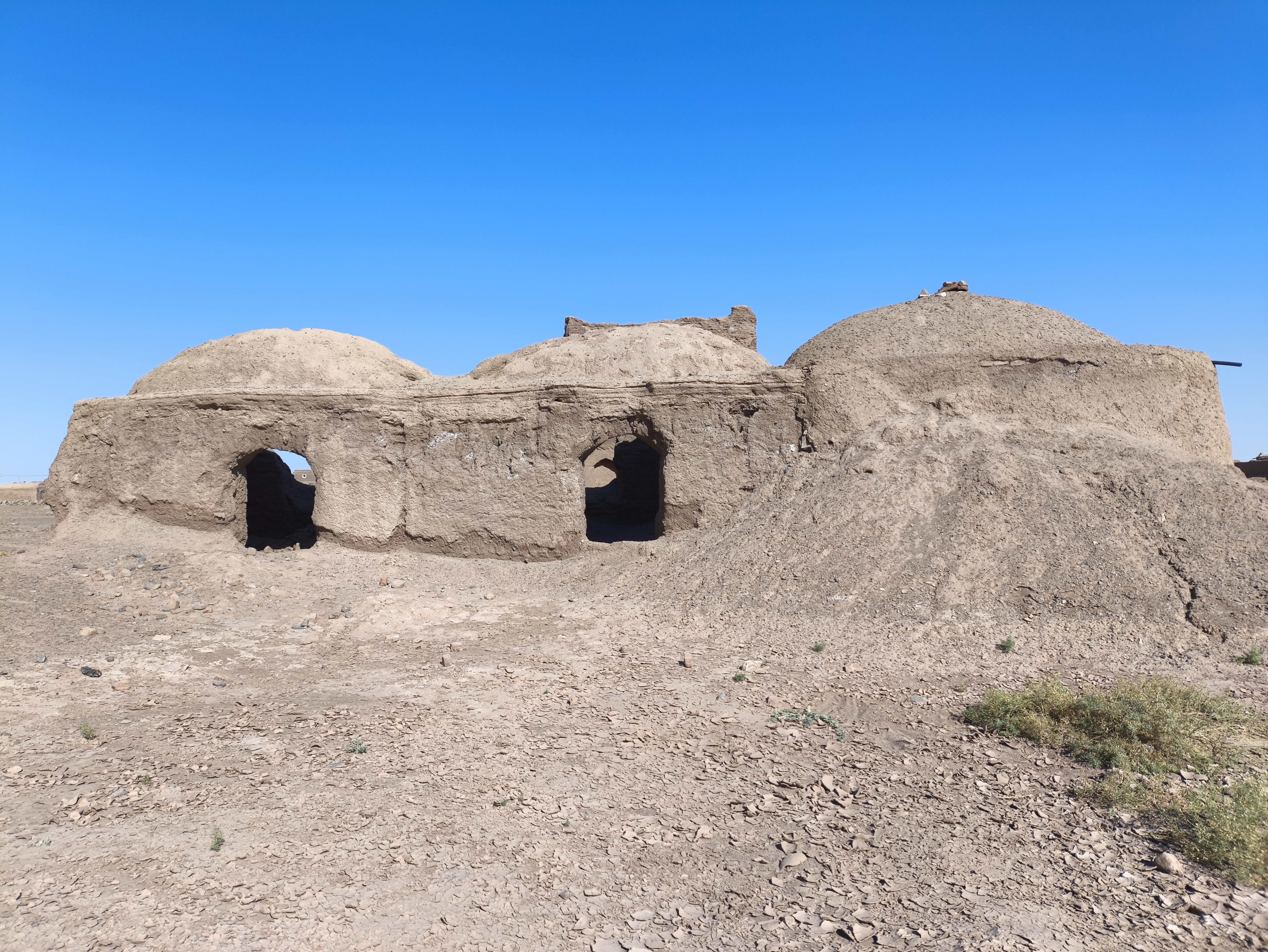
بافت روستا
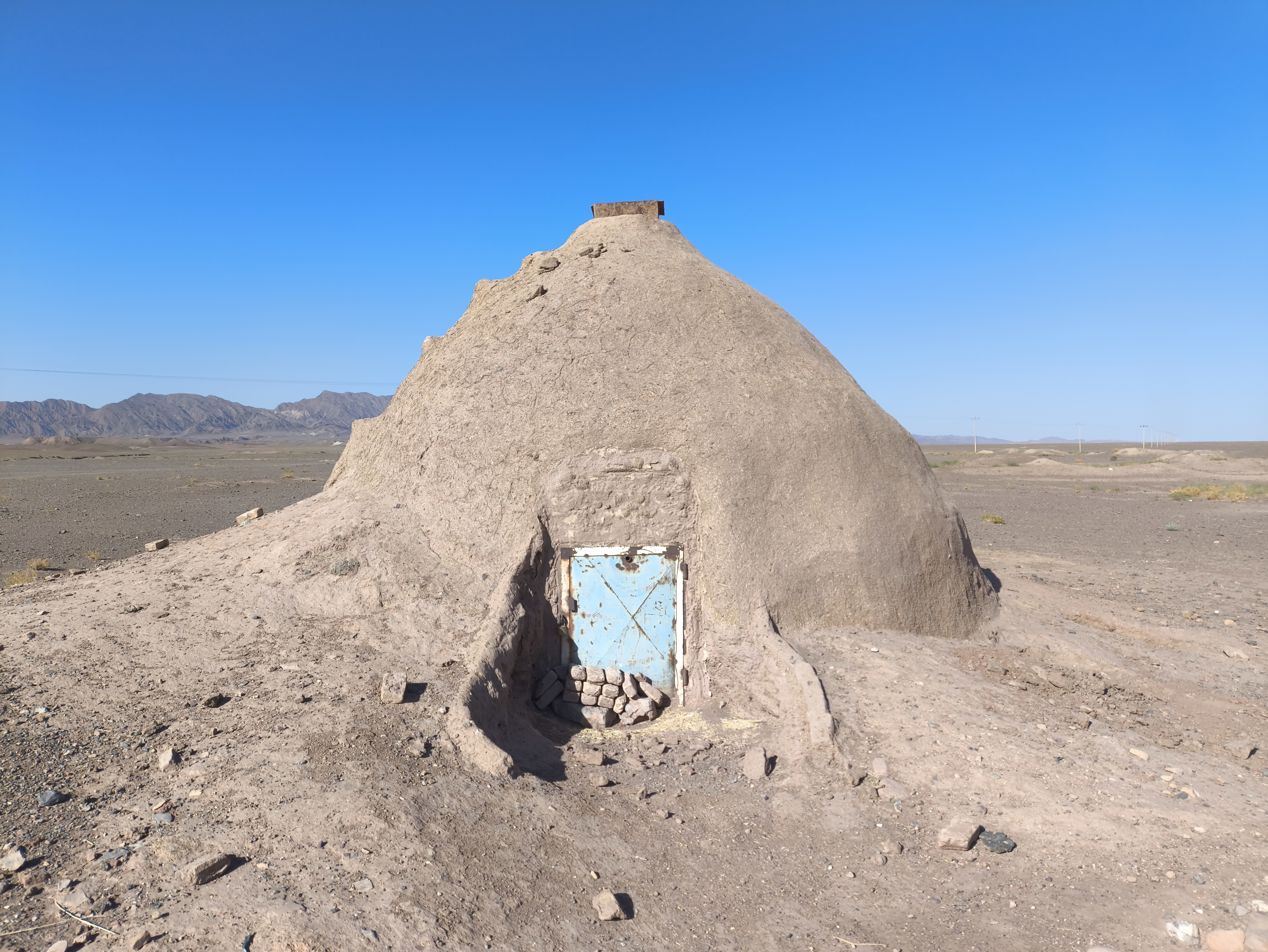
ساختمانی با کاربری ناشناخته (احتمالاً انبار)
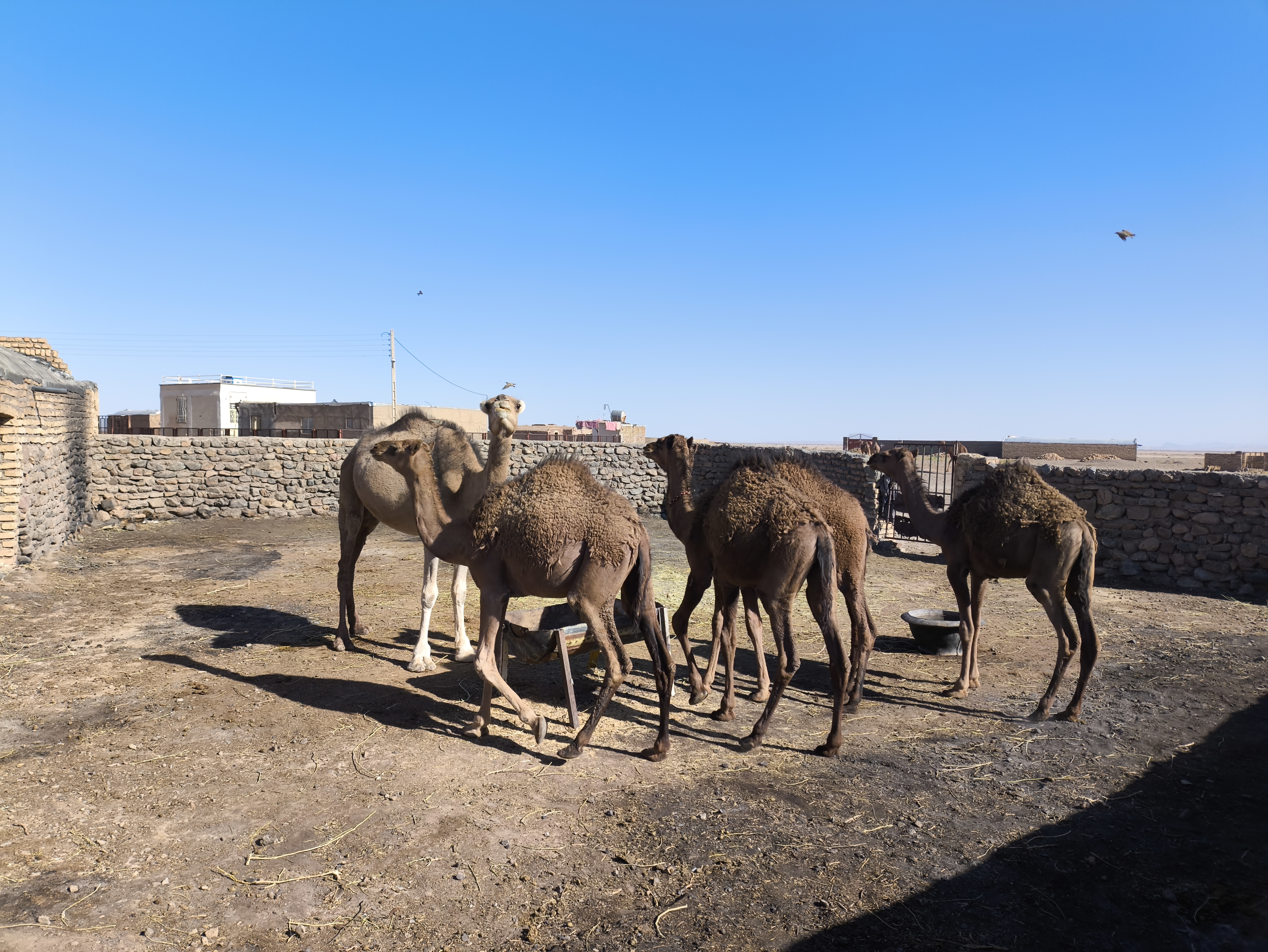
اصطبل شتر